# لوتشيان إيوان
لوتشيان إيوان (بالرومانية: Lucian Ion)‏ هو لاعب كرة قدم روماني في مركز الوسط، ولد في 10 مارس 1994 في رومانيا. لعب مع كونكورديا كياجنا وCS Balotești ‏ وCS Sportul Snagov ‏ وCS Otopeni ‏.

## وصلات خارجية
- لوتشيان إيوان على موقع قاعدة بيانات كرة القدم.إي يو (الإنجليزية)
- لوتشيان إيوان على موقع Soccerway.com (الإنجليزية)